# Zweilinien-Makrele
Die Zweilinien-Makrele (Grammatorcynus bilineatus) ist ein bis zu 1 Meter langer und 3,5 Kilogramm schwerer Raubfisch. Der Fisch wird oft mit der zweiten Art der Gattung, Grammatorcynus bicarinatus, verwechselt.

## Merkmale
Das Maul ist der Zweilinien-Makrele ist relativ klein, die Mundspalte reicht nur bis zur Mitte des Auges. Eine Schwimmblase ist vorhanden. Ihren deutschen Namen hat sie von der zweiten Seitenlinie, die hinter den Brustflossen rechtwinkelig von der ersten abzweigt.
Flossenformel: Dorsale XI–XIII / 10 – 14, Anale 10 – 14

## Verbreitung und Lebensweise
Die Zweilinien-Makrele lebt im Freiwasser über Außenriffe im Indischen Ozean vom Roten Meer bis zur Andamanensee und im westlichen Pazifik bis zu den Ryūkyū-Inseln, der Nordküste Australiens, den Marshallinseln und Fidschi.
Sie jagen in großen Schwärmen über steilen Außenriffen nach Krebstieren und heringsartigen Schwarmfischen wie Sardinella und Thrissocles.

## Nachweise
- Zweilinien-Makrele auf Fishbase.org (englisch)